# Mark Shield
Mark Alexander Shield (* 2. September 1973 in Fortitude Valley, Queensland) ist ein ehemaliger australischer Fußballschiedsrichter.

## Werdegang
Der Unternehmensdirektor leitete sein erstes Länderspiel am 22. Januar 1997 (Neuseeland gegen Norwegen) und war ab 1. Januar 1999 FIFA-Schiedsrichter. Er war bereits mit 28 Jahren (und 281 Tagen) während der Fußball-Weltmeisterschaft 2002 in Japan und Südkorea als Unparteiischer tätig und ist damit der zweitjüngster Schiedsrichter bei einer WM-Endrunde, hinter Francisco Mateucci (28 Jahre und 62 Tage bei der WM 1930).
Bei der Fußball-Weltmeisterschaft 2006 in Deutschland leitete Shield zwei Spiele: Tunesien gegen Saudi-Arabien 2:2 (1:0) und Iran gegen Angola 1:1 (0:0). Während der Fußball-Asienmeisterschaft 2007 leitete er insgesamt fünf Spiele, u. a. auch das Finale zwischen dem Irak und Saudi-Arabien (1:0).
Nach der A-League-Saison 2007/08 beendete Shield seine aktive Laufbahn. Kontrovers wurde dabei die Verweigerung zweier Elfmeter zugunsten des unterlegenen Teams Central Coast Mariners diskutiert. Die führte zu einer Tätlichkeit von Danny Vukovic gegenüber Shield, die dieser folgerichtig mit einer roten Karte ahndete, die Vukovic eine sehr lange Sperre einbrachte und zudem eine Teilnahme bei den Olympischen Spielen in Peking unmöglich machten. Zu Beginn der neuen Saison pfiff Shield noch einmal ein Spiel in der A-League über die volle Zeit als Abschiedsspiel.
Shield blieb dem Sport treu und wurde Funktionär und später Vorsitzender der Schiedsrichter im Australischen Fußballverband. 2012 gab er diese Position auf, um sich vollständig auf sein Geschäft zu konzentrieren.